# FCアスタナ-1964
FCアスタナ-1964（カザフ語: Астана-1964 Футбол Клубы, FC Astana-1964）は、カザフスタン・アスタナにホームを置くサッカークラブである。
カザフスタン・プレミアリーグの創立メンバーのひとつである。破産により2009年に初めて下位ディビジョンに降格した。これまでに3回リーグチャンピオンとなっている。

## クラブ名の遍歴
- 1964年 : ディナモ（Динамо, Dinamo）として創設。
- 1975年 : ツェリンニク（Целинник, Tselinnik）に改名。
- 1994年 : ツェスナ（Цесна, Tsesna）に改名。
- 1996年 : ツェリンニク（Целинник, Tselinnik）に改名。
- 1997年 : アスタナ（Астана, Astana）に改名。
- 1999年 : ゼニス（Женис, Zhenis）に改名。
- 2006年 : アスタナ（Астана, Astana）に改名。
- 2009年 : Namys Astanaに改名。
- 2010年 : アスタナ-1964（Астана-1964, Astana-1964）に改名。

## タイトル
- リーグ：3回
  - 2000, 2001, 2006
- カップ：3回
  - 2001, 2002, 2005